# ويس باركر (لاعب كرة قاعدة)
ويس باركر (بالإنجليزية: Wes Parker)‏ هو لاعب كرة قاعدة أمريكي، ولد في 13 نوفمبر 1939 في إلينوي في الولايات المتحدة.

## وصلات خارجية
- ويس باركر على موقع الدوري الياباني لكرة القاعدة (الإنجليزية)
- ويس باركر على موقعبيزبول رفرنس.كوم (الدوري الرئيسي) (الإنجليزية)
- ويس باركر على موقعبيزبول رفرنس.كوم (الدوري الثانوي) (الإنجليزية)
- ويس باركر على موقع مشجعي الرسوم البيانية (الإنجليزية)
- ويس باركر على موقع IMDb (الإنجليزية)